# John James Fraser
Pour les articles homonymes, voir Fraser.
John James Fraser (né le 1er août 1829 à l'Île Boishébert, décédé le 24 novembre 1896) est un homme politique néo-brunswickois. Fraser était le premier premier ministre à donner à la fois aux catholiques acadiens et irlandais une représentation au sein du cabinet provincial.

## Biographie
En 1882, Fraser quitte la politique pour être nommé à la Cour suprême de la province. De 1893 à 1896, il sert à titre de lieutenant-gouverneur du Nouveau-Brunswick.
Il meurt à Gênes en Italie à l'âge de 67 ans en 1896.